# Karl Pinkau
Johann Carl Pinkau (né le 1er juin 1859 à Thonberg et mort le 26 août 1922 à Leipzig) est un lithographe, photographe et homme politique allemand (SAPD).

## Biographie

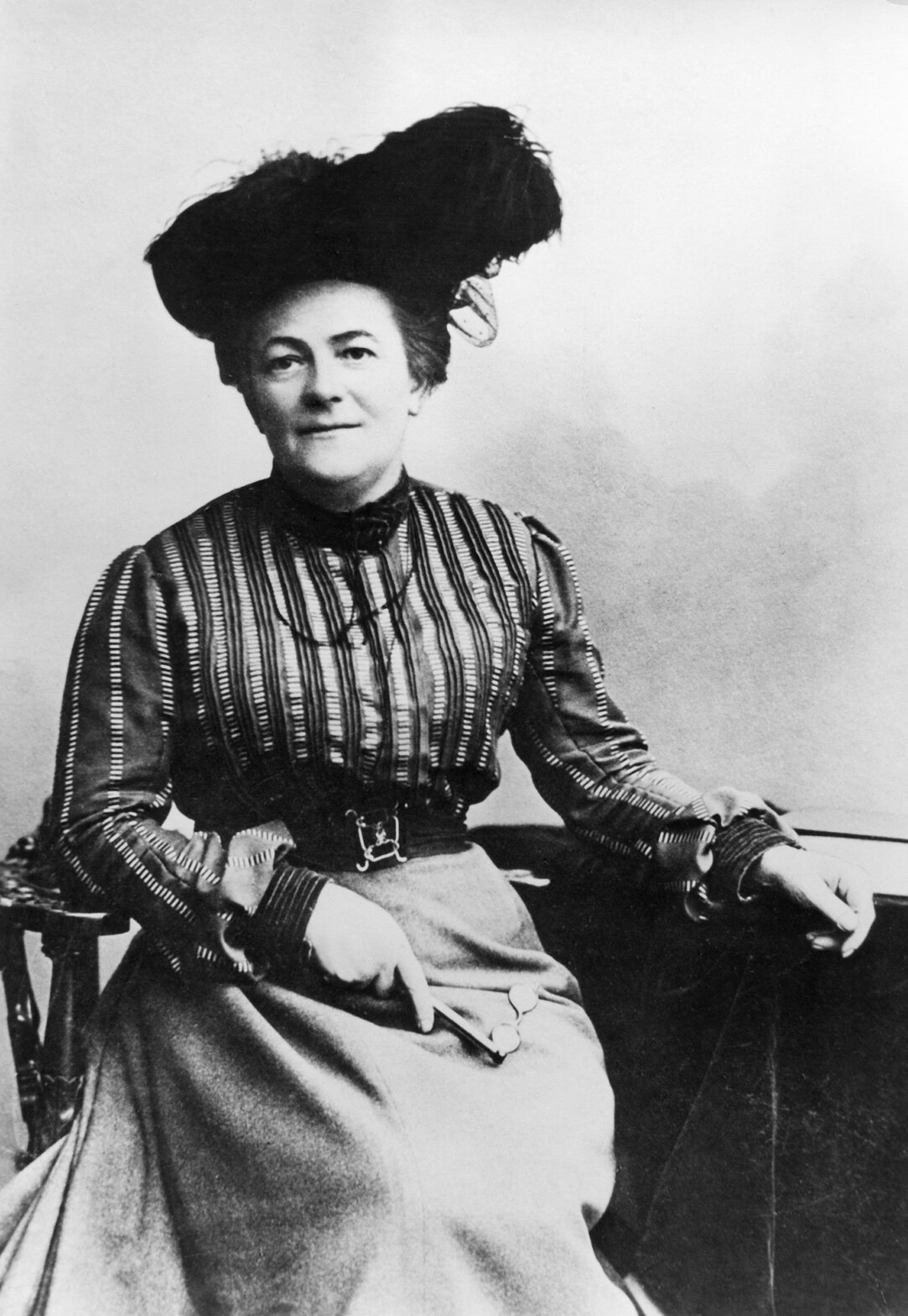
Clara Zetkin Photo par Karl Pinkau

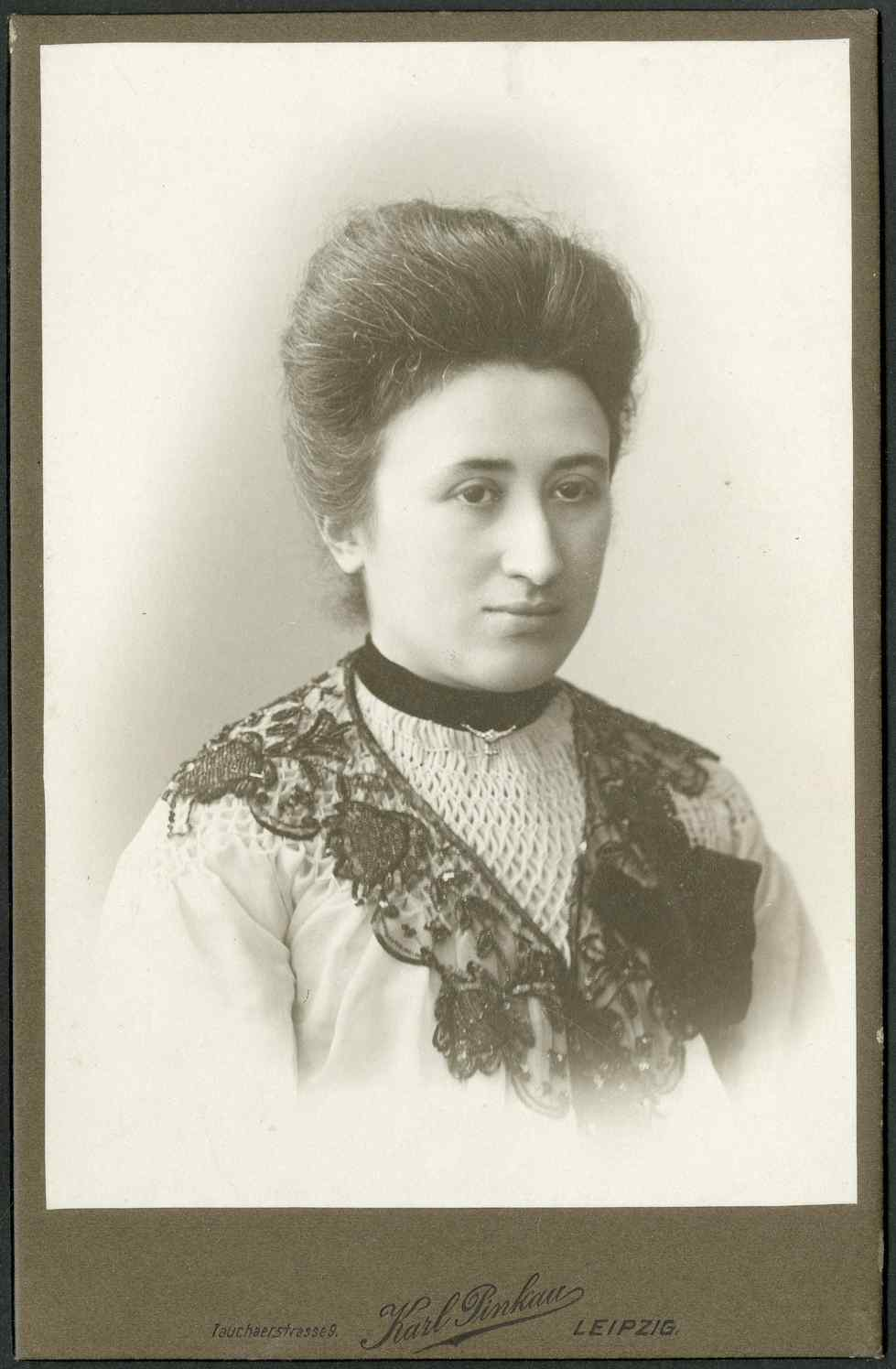
Rosa Luxemburg Photo par Karl Pinkau

Carl Pinkau est le fils du charpentier et propriétaire de la maison Johann Carl Pinkau (1817-1878) et de sa seconde épouse . Son demi-frère aîné est le fabricant de cartes postales Emil Pinkau (de). Après l'école primaire de Thonberg de 1867 à 1875, il termine un apprentissage en lithographie (1875-1879) et sert dans le 106e régiment d'infanterie de 1881–1883 à Leipzig.
Vers 1880, Pinkau rejoint le Parti social-démocrate, pour lequel il est actif en tant qu'agitateur. Au cours de la persécution des socialistes sous le chancelier Otto von Bismarck, Pinkau est arrêté à plusieurs reprises. Condamné à quatre mois de prison en septembre 1886 pour avoir distribué le livre d'August Bebel, La femme et le socialisme . Après avoir purgé sa peine, il est expulsé de Leipzig. Il vit longtemps à Borsdorf avec Wilhelm Liebknecht dans une maison. En 1889, il participe au Congrès international des travailleurs à Paris et en 1893 à Zurich, où il rencontre Friedrich Engels,.
À partir de 1893, Pinkau travaille comme photographe. Avec Alfred August Otto Gehler, il fonde la société Pinkau & Gehler au 11 Turnerstrasse à Leipzig. Parmi les personnes qu'il a photographiées figurent Eduard Bernstein et Wilhelm Metzger, Friedrich Geyer, Karl et Luise Kautsky et d'autres.
Le 27 août 1890 Pinkau est élu président du cartel syndical de Leipzig. De 1894 à 1898 et de 1904 à 1908, il est conseiller municipal de Leipzig. De 1893 à 1896, il siège également au parlement de l'État de Saxe (de). Lorsque Wilhelm Liebknecht prépare son livre Karl Marx zum Gedächtniß lors d'un voyage en Angleterre, Pinkau est son compagnon. Pinkau contribue la photographie montrée ici et la photographie de la tombe de Marx.
Le 23 avril 1895, il épouse Marie Amalie Henriette Bonitz (né le 19 mars 1874). Le mariage a trois enfants: Karl Hermann (1896-1958); Willy Alfred (né en 1898) et Johanna Charlotte Margarete (né en 1903).
En octobre 1906, Pinkau est réélu au Reichstag pour la 10e circonscription de Saxe en tant que remplaçant du défunt Karl Grünberg (de). Après avoir quitté à nouveau le Parlement en janvier 1907, il peut revenir au Reichstag en janvier 1912, cette fois en tant que représentant de son ancienne circonscription jusqu'à l'effondrement de la monarchie en Allemagne en novembre 1918.
En janvier 1919, Pinkau est élu à l'Assemblée nationale de Weimar, dans laquelle il représente la 29e circonscription (Saxe 10-14) jusqu'en juin 1920. De juin 1920 jusqu'à sa mort en août 1922, il est député du premier Reichstag de la République de Weimar en tant que représentant de la 32e circonscription (Leipzig). Pinkau décède en août 1922 à la suite d'une opération. Une partie de son patrimoine photographique se trouve au musée d'histoire de la ville de Leipzig (de)  depuis 1989.

## Travaux
- Auf zur Reichstagswahl! Vorwärts zur allgemeinen Stimmenabgabe für Photograph Karl Pinkau in Leipzig Reichskandidat der sozialdemokratischen Partei Deutschlands. Wähler des 20. Reichstagswahlkreises! Die Reichstagswahl findet an diesem Freitag den 18. März 1896 statt.
- Statistisches Notizbuch. Leipziger Buchdrucker Aktiengesellschaft, Leipzig 1911